# Massive Monster Mayhem
Massive Monster Mayhem est une émission de télévision canadienne présentée par Graham Conway et Devon Deshaun Stewart, diffusée depuis le 25 octobre 2017 sur Family et en simultané sur TeenNick et MTV aux États-Unis.
En France, l'émission est diffusée depuis le 31 décembre 2018 sur Gulli et sur MTV et sur Nickelodeon et sur Nickelodeon Teen et sur Canal J.

## Principe
Chaque émission commence par le seigneur intergalactique pervers Maître Mayhem qui menace la Terre de ses plans pour le détruire. Trois enfants s'affrontent dans une série de défis pour tenter d'affronter l'un des maîtres Mayhem du Monster Mayhem pendant que les monstres font des ravages sur Terre. Il propose aux enfants de jouer en direct à des défis futuristes contre les gigantesques Monster Superstars et de tenter de gagner des prix et de sauver la planète de la destruction.
Lorsque la vedette Monster Superstar se déchaînera, l’annonceur donnera une description détaillée de la planète, de leur planète d’origine, de leurs activités annexes et de leurs loisirs.
Chaque numéro comporte également des enveloppements comiques impliquant des Monster Mayhem dans son condo spatial situé sur une autre planète.

## Déroulement

### 1ermanche:Le Mégalator
Les joueurs doivent passer par une voie d’obstacles futuriste où les deux joueurs ayant le meilleur temps passeront au tour suivant. Le groupe responsable de la construction du mégalator a varié selon les épisodes.

### 2èmanche:Le Méga Duel
Les deux joueurs restants s'affronteront dans un duel où le joueur avec le plus de points ira au tour final.

### 3èmanche:La Méga Baston
La phase finale a lieu à Méga City, où les joueurs doivent combattre le Monstre superstar et rassembler 3 Capsule d'énergies pour les jeter dans le Méga Réacteur du Méga Laser afin qu’il puissent renvoyer le Monstre Superstar dans le monde de Master Mayhem. Le maire de Méga City faisait souvent la promotion de l'un des emplacements de Mega City, ce qui la blessait déjà par le Monster superstar. Avant d’être agrandi, le joueur choisira un costume qui lui donnera un avantage avant d’être agrandi à 600 pieds pour la Méga Baston.
Pendant le combat, il y a des immeubles Jackpot qui font gagner de l'argent au joueur s'il frappe le Monstre superstar avec, des immeubles Boom dans lesquels tout le prix en argent sera perdu si le joueur les détruit, une Capsule Chaos qui invitera un rival du Monstre superstar à combattre le Monstre Superstar pendant un court laps de temps.
Les joueurs peuvent même faire appel aux capacités spéciales de leur combinaison de Mécha Mégarmure pour les aider au combat. Si le héros réussit à vaincre le Monster superstar en vedette, à détruire tous les bâtiments et à charger le Méga Réacteur de Capsule d'énergies avant le temps imparti, le Monstre Superstar sera frappé avec le Méga Laser, la Terre sera sauvée et le joueur pourra être couronné champion de la Terre et remporter les prix. Si la vedette du monstre gagne, Master Mayhem épargnera la Terre de la destruction en échange de ce que le joueur se sacrifie dans la Cellule de la Damnation dans le cadre de l'accord passé entre Master Mayhem et l'Alliance Intergalactique. Dans les deux cas, les joueurs rentreront chez eux en héros.

## Distribution
Animateurs :
- Graham Conway
- Devon Deshaun Stewart

Narrateur :
- Annonceur : Artur Spigel

Les Monster superstars :
| Personnages                | Personnages               | Perfectionnement              | Voix originales  | Voix françaises |
| Noms originaux             | Noms françaises           | Perfectionnement              | Voix originales  | Voix françaises |
| -------------------------- | ------------------------- | ----------------------------- | ---------------- | --------------- |
| Mayor of Mega City         | Maire de Mega City        | Dana Schiemann                | Dana Schiemann   | -               |
| Master Mayhem              | Master Mayhem             | Thomas Lorber                 | Daniel Davies    | -               |
| RoBro                      | RoBro                     | Aiden Coleman                 | Artur Spigel     | -               |
| Dome Diddy Dome            | Dome Diddy Dome           | Ben Van Hues                  | Artur Spigel     | -               |
| Teensy the Tri-Terror-Tops | Teensy le Tri-Terror-Tops | Kai Ferris                    | Jon Davis        | -               |
| Macho Cheese               | Fromacho                  | Thomas Lorber et Ben Van Hues | Artur Spigel     | -               |
| Major Disappointment       | Major Déception           | Aiden Coleman                 | Graham Conway    | -               |
| Me-Ouch!                   | Me-Ouch                   | Anna Spaershteyn              | Catarina Ciccone | -               |
| Eye Eye Eye                | Eye Eye Eye               | Margaryta Soldotova           | -                | -               |

Version françaises :
- Société(s) de doublage : Lylo Media Group
- Direction artistique : Alexis Flamant
- Adaptation des dialogues : Céline Rimbaut
- Enregistrement et mixage : Maximilien Colcy - David Davister - Samuel Didi - Denis Portal - Joaquim Proença - Maxime Sallet
- Générique :  Jean-Michel Vaubien

Voix additionnels :
- Marie Braam
- Jean-Paul Clerbois
- Gauthiers De Fauconval
- Thibaut Delmotte
- Simon Duprez
- Emilie Guillaume
- Robin Ledroit
- Nicolas Matthys
- Nancy Philippot
- Grégory Praet
- Sophie Pyronnet
- Jean-François Rossion
- Frédérique Schurmann
- Olivier Segura
- Shérine Seyad
- Maxime Van Santfoort
- Jean-Michel Vovk

## Émissions
| № | Titres,                                                       | Première diffusion, | Première diffusion |
| --- | ------------------------------------------------------------- | ------------------- | ------------------ |
| 1 | Frères et haltères Bros & Overthrows                          | 25 octobre 2017     | -                  |
| La nouvelle routine d’entraînement de Master Mayhem est trop de travail ! Il échange donc des cardio contre des glucides et déguste des pizzas tandis que RoBro redonne forme à la Terre.                                                               |                                                               |                     |                    |
| 2 | Journée de malade Sneeze the Day                              | 25 décembre 2017    | -                  |
| Master Mayhem a attrapé un cas grave de grippe spatiale ! Ce suzerain va prendre un jour de congé maladie à la conquête de la planète. Il envoie donc Dome Diddy Dome, alimenté par un hot-dog, pour faire un barbecue sur la Terre.                    |                                                               |                     |                    |
| 3 | La visite de Maman Mayhem Mommy Fearest                       | 1er novembre 2017   | -                  |
| Lorsque la mère de Master Mayhem arrivera pour une visite surprise, il espère l’impressionner en détruisant la planète Terre, avec l’aide de Teensy le Tri-Terror-Tops.                                                                                 |                                                               |                     |                    |
| 4 | Vacances au Peur-adis Vacation in Scare-a-Dise                | 8 novembre 2017     | -                  |
| Master Mayhem part en vacances dans la pire station de tous les temps, laissant la destruction de la Terre entre les mains du Fromacho. Le champion de la Terre va-t-il fondre sous la pression ?                                                       |                                                               |                     |                    |
| 5 | Virtuel ou réel ? Keeping It Virtual                          | 15 novembre 2017    | 31 décembre 2018   |
| Lorsque Master Mayhem devient obsédé par un nouveau jeu vidéo de réalité virtuelle, il envoie une déception majeure pour s'assurer que la Terre est finie.                                                                                              |                                                               |                     |                    |
| 6 | Abracadabranquignol Hoke-us, Poke-you                         | 22 novembre 2018    | -                  |
| Master Mayhem évoque son ancien acte magique, dans l'espoir de distraire la Terre pendant que Me-Aïe fait disparaître notre champion. |                                                               |                     |                    |
| 7 | Master gentil Mr. Nice Master                                 | 22 novembre 2017    | -                  |
| Master Mayhem a cessé d’être un méchant, et c’est maintenant le type le plus gentil de la galaxie ! Il a même envoyé à Teensy le Tri-Terror-Tops pour nous donner un câlin à tous...                                                                    |                                                               |                     |                    |
| 8 | Les chefs suprêmes awards The Overlord Awards                 | 6 avril 2018        | -                  |
| Master Mayhem espère enfin de remporter le prix du « seigneur de l’année » et fera tout ce qui est en son pouvoir pour mériter votre vote, tandis que Fromacho fond sur la planète Terre.                                                               |                                                               |                     |                    |
| 9 | Allô Bobos Phoney Business                                    | 13 avril 2018       | 10 mars 2019       |
| Alors que le nouveau smartphone de Master Mayhem le surpasse, Dome Diddy Dome utilise la puissance d’un flip-phone pour contrer la destruction sur la planète Terre.                                                                                    |                                                               |                     |                    |
| 10 | La Colo Popokaka Camp Poopykaka                               | 20 avril 2018       | 16 mars 2019       |
| Master Mayhem ouvre un nouveau camp d'été pour tous les enfants de la Terre, avec des moustiques géants, des monstres conseillers et aucun plan secret.                                                                                                 |                                                               |                     |                    |
| 11 | Mauvaise gestion de la colère Anger Mismanagement             | 27 avril 2018       | -                  |
| Maître Mayhem développe des problèmes de colère qui le feraient littéralement exploser. Pendant ce temps, Me-Ouch est envoyé pour gratter la Terre. |                                                               |                     |                    |
| 12 | Le groupe de Master Mayhem Band of Monsters                   | 23 juin 2018        | -                  |
| Master Mayhem lance son nouveau groupe de chant pop mondial : « The Ca-Catastrophes » (« The Doo Doo Dooms » en version originale) ! Eye Eye Eye fera tout pour échapper à ses ballades d'amour et à ses danses cheesy… comme la conquête de la Terre ! |                                                               |                     |                    |
| 13 | Une impression de déjà-vu Deja Boom!!                         | 16 juin 2018        | 9 mars 2019        |
| Master Mayhem reçoit sa visite de l'avenir ! Un mauvais voyage dans le temps est génial. Pendant ce temps, RoBro fléchit ses muscles à travers le temps et l'espace.                                                                                    |                                                               |                     |                    |
| 14 | La créature Our Creature Presentation                         | 30 juin 2018        | -                  |
| Le dernier monstre de Master Mayhem s’échappe dans son espace Condo, tandis que Fromacho espère conquérir la planète Terre et nous couvrir tous de fromage.                                                                                             |                                                               |                     |                    |
| 15 | MMM intime: Les monstres tombent le masque Behind the Screams | 7 juillet 2018      | -                  |
| Les Massive Monster Mayhem devient réel ! Une équipe de téléréalité retire le rideau sur la vie de Master Mayhem. Mais une révélation embarrassante lui fait couvrir les caméras et envoyer RoBro écraser la Terre pour de vrai !                       |                                                               |                     |                    |
| 16 | En grève That's the Picket                                    | 1er septembre 2018  | -                  |
| Lorsque les monstres de Maître Mayhem se mettent en grève, il invoque la superstar du monstre antique, Eye Eye Eye, pour conquérir la Terre afin qu’il n’y soit pas obligé !                                                                            |                                                               |                     |                    |
| 17 | Coloc en Toc Doom-mate                                        | 8 septembre 2018    | -                  |
| Major déception s’écrase sur le canapé de Master Mayhem ! Ces deux colocataires improbables commencent une guerre de farces, tandis que la planète Terre est prise au milieu.                                                                           |                                                               |                     |                    |
| 18 | Anniversaire d'enfer Birthday Bash                            | 15 septembre 2018   | -                  |
| Master Mayhem célèbre son anniversaire avec ses Monster superstars, en envoyant Dome Diddy Dome, alimenté par une part de gâteau d'anniversaire, à la conquête de la Terre. Le Meilleur cadeau d'anniversaire plus que jamais !                         |                                                               |                     |                    |
| 19 | Master Mayhem fait le buzz Going Viral                        | 22 septembre 2018   | -                  |
| Lorsque la nouvelle vidéo virale de Master Mayhem échoue, il tente de supprimer l’ensemble de l’internet en envoyant à Teensy le Tri-Terror-Tops pour qu’il écrase la planète Terre.                                                                    |                                                               |                     |                    |
| 20 | On ne détruit jamais mieux que par soi-même So Long, Suckers! | 29 septembre 2018   | 17 mars 2019       |
| Master Mayhem vient enfin envahir la Terre lui-même, pour finir le travail une fois pour toutes ! En attendant, il espère que ses monstres irresponsables ne détruiront pas son condo.                                                                  |                                                               |                     |                    |
| 21 | titre français inconnu Let's Get Ready to Slumber             | 13 novembre 2018    | -                  |
| |                                                               |                     |                    |
| 22 | titre français inconnu Two Wrongs                             | 27 novembre 2018    | -                  |
| |                                                               |                     |                    |

## Personnages
- Graham Conway est le co-animateur de Massive Monster Mayhem
- Devon Deshaun Stewart est le co-animateur de Massive Monster Mayhem
- L’annonceur décrit souvent chacune des monster superstars lorsqu’elles se déchaînent sur Terre et décrit Mega City.
- La maire de Mega City est une femme sans nom qui est le maire de Mega City. Lorsqu'elle tente de décrire une fonctionnalité de Mega City, elle est souvent blessée par la vedette du Monster superstar.
- Master Mayhem est un méchant seigneur intergalactique qui est le principal antagoniste de la série. Il propose divers plans pour détruire la Terre et respecte les règles de l'Alliance de combat intergalactique. Master Mayhem vit dans un condo spatial sur une planète non identifiée.

## Production
Massive Monster Mayhem a été créée par Artur Spigel et Michael Chaves, avec pour producteurs exécutifs Spigel, Steven DeNure, Anne Loi, Asaph Fipke, Ken Faier et Josh Scherba. L'émission est filmée sur un écran vert et la société torontoise d’effets vidéo Play Fight fournit l’animation 3D en temps réel.

## Diffusions internationales
- Canada : depuis le 25 octobre 2017 sur Family
- États-Unis : depuis le 25 octobre 2017 sur TeenNick, MTV
- Royaume-Uni /  Irlande : depuis le 26 février 2018 sur Nickelodeon Royaume-Uni etc sur CITV et sur ITV et sur Nick at Nite Royaume-Uni et sur MTV Royaume-Uni
- France : depuis le 31 décembre 2018 sur Gulli et sur MTV et sur Nickelodeon et sur Nickelodeon Teen et sur Canal J